# Interstate 275 (Florida)
L'Interstate 275 (I-275) è un'autostrada statunitense della Interstate Highway che si estende per 97,68 chilometri, distaccandosi e poi nuovamente rientrando nella I-75. Collega Palmetto con Wesley Chapel passando per Tampa.

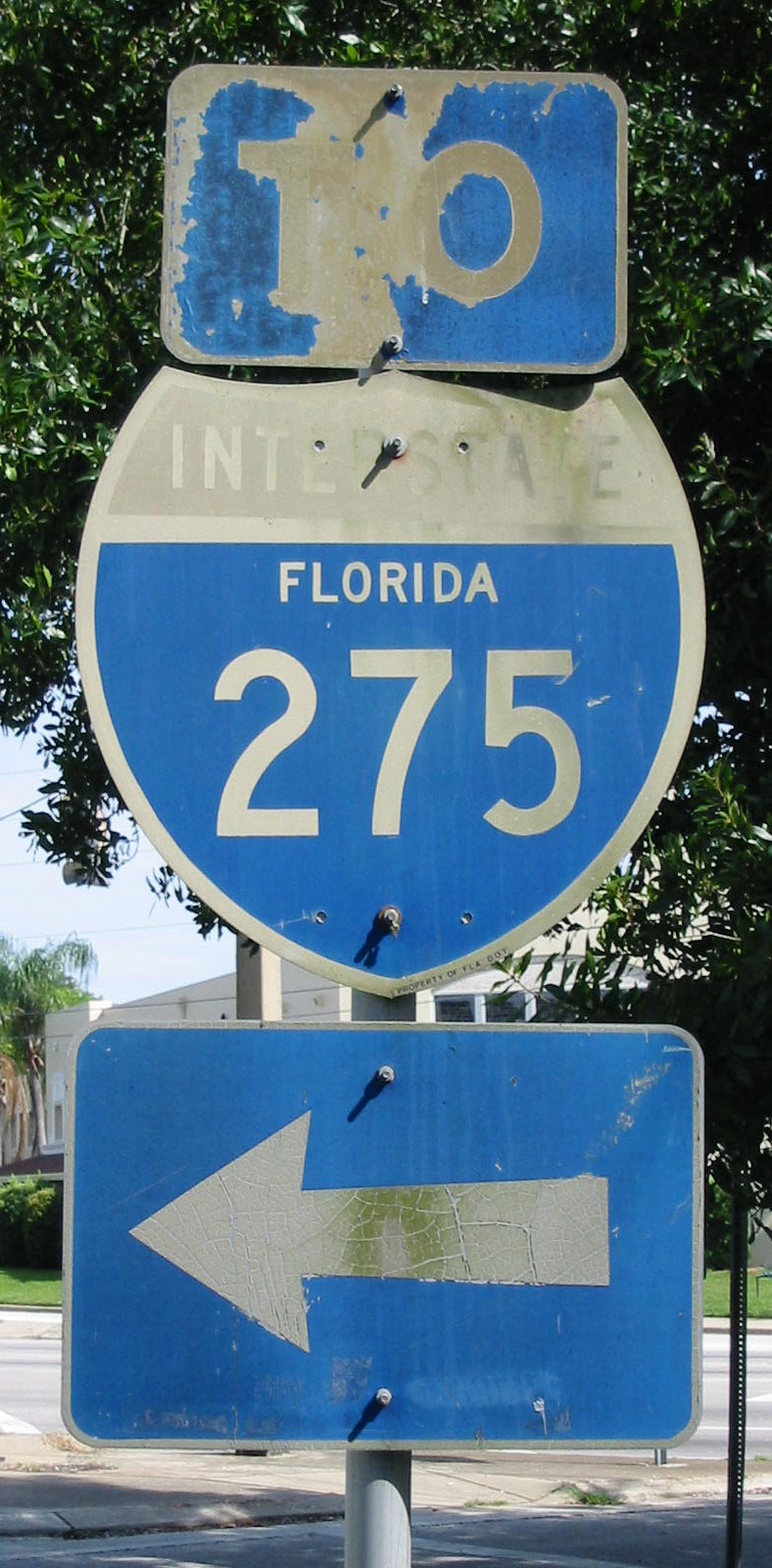
Vecchio cartello indicatore

Tra le città servite vi è Saint Petersburg e del suo percorso fa parte il Sunshine Skyway Bridge

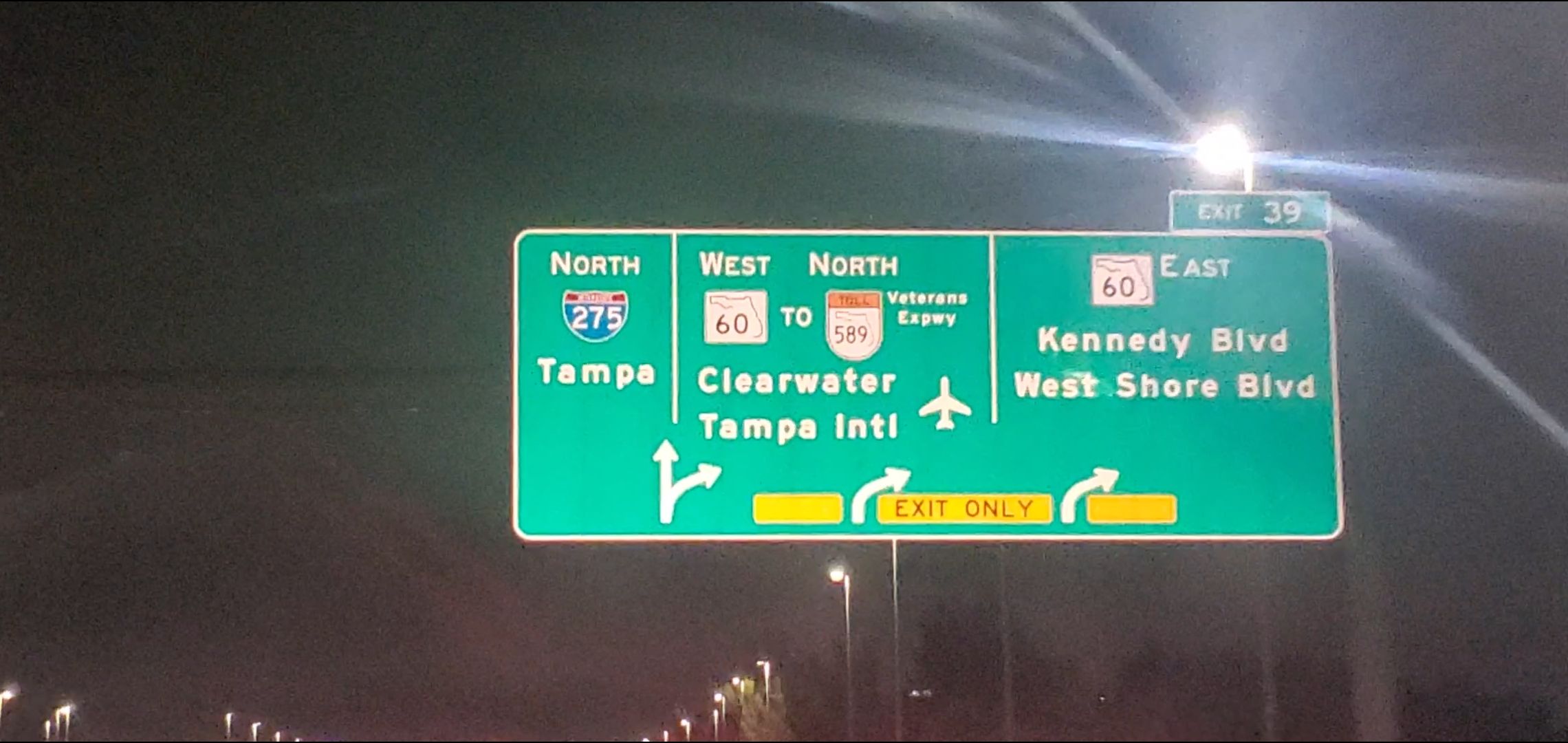
I-275 direzione nord in avvicinamento all'uscita 39 con cartello ridisegnato e aggiornato dopo la sezione del ponte Howard Frankland.